# گاداچ
گاداچ (به مجاری:  Gadács) یک منطقهٔ مسکونی در مجارستان است که در ناحیه کاپوشوار واقع شده‌است. گاداچ ۳٫۸۶ کیلومتر مربع مساحت و ۹۲ نفر جمعیت دارد.